# What I Like About You (The Romantics)
"What I Like About You" is een nummer van de Amerikaanse rockband The Romantics uit 1979 en afkomstig van het album "The Romantics", eveneens uit 1979.
Het nummer is geschreven door bandleden Wally Palmar, Mike Skill en Jimmy Marinos en is de eerste single van het titelloze debuutalbum van de groep uit 1979. Marinos, de drummer van de band, is de zanger van het nummer. De videoclip van het nummer kreeg begin jaren tachtig veel airplay bij de nieuwe muziekzender MTV. Desondanks wist het nummer geen grote hit te worden: het kwam niet verder dan de 49e positie in de Billboard Hot 100. Alleen in Australië (de Kent Music Report-hitlijst) werd het, met een tweede plek, een grote hit.
Het nummer is gecoverd door Michael Morales (1989) en 5 Seconds of Summer (2014). Met respectievelijk een 28e en 30e plek in de Billboard Hot 100 deden beide covers het in de VS beter dan het origineel.

## NPO Radio 2 Top 2000
| Nummer met noteringen in de NPO Radio 2 Top 2000 | '99  | '00  | '01  | '02  | '03  | '04  |
| ------------------------------------------------ | ---- | ---- | ---- | ---- | ---- | ---- |
| What I Like About You                            | 1269 | 1356 | 1651 | 1541 | 1647 | 1970 |

1. ↑  Een vetgedrukt getal geeft de hoogste notering aan.
2. ↑  Deze tabel is bijgewerkt tot en met de laatste editie (2024).